# Ruine Hurwang
Hurwang ist der erst später aufgekommene Name einer Ruine an der südlichen Ortsgrenze von Mergelstetten, einem Stadtteil der Kreisstadt Heidenheim an der Brenz in Baden-Württemberg.

## Geografische Lage
Die Ruine der Spornburg liegt bei 500 m ü. NN auf einer von Nordwesten abfallenden niedrigen Bergzunge, die unmittelbar östlich von der Brenz und südlich von dem von Westen zur Brenz verlaufenden Furtheimer Tal begrenzt wird. Sie liegt direkt oberhalb der Bolheimer Straße, der ehemaligen Verbindungsstraße von Mergelstetten nach Bolheim.

## Geschichte
Die Burg Hurwang – aus dem Mittelalter ist für sie kein Name überliefert – könnte um 1100 n. Chr. unmittelbar beim wohl spätmittelalterlich abgegangenen Ort (Wüstung) Furtheim erbaut worden sein. Bauherren waren wahrscheinlich Lehensherren der Grafen von Dillingen. In Urkunden des Klosters Steinheim wird Furtheim 1209 selber ziemlich sicher durch die Nennung von Ulricus von Furtheim als Forstmeister noch greifbar. Es ist unbekannt, wann genau die Burg aufgelassen bzw. zerstört wurde, womöglich bereits in Zusammenhang mit der Zerstörung der Burg Herwartstein in Königsbronn im Jahre 1287 durch Rudolf von Habsburg. 1358 wird die Burg jedenfalls nur noch als Burgstall bezeichnet.
In den letzten Tagen des Zweiten Weltkriegs wurden einige größere Kalksteine auf die darunter verlaufende Straße geschoben, um eine Panzersperre gegen die vorrückenden Alliierten zu errichten.
Im Zusammenhang mit der Burgruine existiert die Sage von einem Schatz, der unter anderem eine goldene Krone enthalten soll und nur zur Geisterstunde gehoben werden könne. Die Geschichte lockte immer wieder Schatzgräber an, die aber alle erfolglos blieben.

## Beschreibung
Im 12. Jahrhundert war die Anlage womöglich größer als die Urburg Hellenstein. Die Burgreste wurden 1901 und nochmals 1926 freigelegt bzw. ergraben. Die Aufteilung in Vor- und Hauptburg ist sichtbar, zum ansteigenden Berg hin trennen Wall und Graben die ehemalige, stattliche Burganlage vom Berg. Es sind nur noch wenige Mauerreste vorhanden.

## Trivia
Gedicht des Heimatdichters Hermann Mohn (1896–1958):
Es raunet um Furtheim die uralte Mär

Man weiß nicht seit wann und weiß nicht woher

Von starker Burg, die einst trotzig und stolz

sich reckte heraus aus dem dunklen Holz
Verstummt sind die Bauern, die Mär nur schleicht

Nicht eine Urkund hat Botschaft gereicht

In welchen Maßen die Burg einst gebaut

Die stolz und kühn in das Tal einst geschaut